# Harry Hamlin
Harry Robinson Hamlin (Pasadena, 30 ottobre 1951) è un attore statunitense, noto soprattutto per aver preso parte alla serie televisiva L.A. Law - Avvocati a Los Angeles.

## Biografia
La madre, Bernice Robinson, è aristocratica, il padre, Chauncey Jerome Hamlin, Jr, è un ingegnere aeronautico.
Ha debuttato nel 1978 nel film Il boxeur e la ballerina di Stanley Donen, e nel 1981 ha interpretato Perseo in Scontro di titani, film epico sulla mitologia greca. 
Hamlin è poi diventato noto per il ruolo dell'avvocato Michael Kuzak nella serie TV L.A. Law - Avvocati a Los Angeles, ruolo che ha ricoperto dal 1986 al 1991.
Successivamente nella sua carriera ha lavorato in produzioni televisive e svariati B-movie. Tra il 2004 e il 2006 appare in Veronica Mars, nel ruolo di Aaron Echolls. 
Nel 2006 ha ripreso il ruolo di Perseo, prestando la sua voce al videogioco God of War II.

## Vita privata
Sul set di Scontro di titani ha conosciuto l'attrice svizzera Ursula Andress (di 15 anni maggiore di lui) con cui ha avuto una relazione dal 1979 al 1983, dalla quale è nato un figlio, Dimitri, nel 1980. Dal 1985 al 1989 è stato sposato con Laura Johnson, dal 1991 al 1993 con Nicollette Sheridan. Attualmente è sposato con l'attrice Lisa Rinna (che nella serie televisiva Veronica Mars interpreta sua moglie), dalla quale ha avuto due figlie: Delilah (1998) e Amelia (2001).

## Riconoscimenti
- Nomination ai Golden Globe 1979: Migliore attore debuttante per Il boxeur e la ballerina

## Filmografia parziale

### Cinema
- Il boxeur e la ballerina (Movie Movie), regia di Stanley Donen (1978)
- Bolidi nella notte (King of the Mountain), regia di Noel Nosseck (1981)
- Scontro di titani (Clash of the Titans), regia di Desmond Davis (1981)
- Making Love, regia di Arthur Hiller (1982)
- Salvami! (Save Me), regia di Alan Roberts (1994)
- Delitti d'autore (Frogs for Snakes), regia di Amos Poe (1998)
- Fashion Crimes (Perfume), regia di Michael Rymer (2001)
- Strange Wilderness, regia di Fred Wolf (2008)
- The Bronx Bull, regia di Martin Guigui (2016)
- 80 voglia di Brady (80 for Brady), regia di Kyle Marvin (2023)

### Televisione
- Pranzo alle otto (Dinner at Eight), regia di Ron Lagomarsino – film TV (1989)
- Alterazioni della realtà (Deceptions), regia di Ruben Preuss – film TV (1990)
- Attrazioni omicide (Deadly Intentions... Again?), regia di James Steven Sadwith – film TV (1991)
- L.A. Law - Avvocati a Los Angeles (L.A. Law) – serie TV, 105 episodi (1986-1991)
- Finché morte non vi separi (Poisoned by Love: The Kern County Murders), regia di Larry Peerce – film TV (1993)
- OP Center (Tom Clancy's Op Center) – serie TV (1995)
- La tata (The Nanny) – serie TV, 1 episodio (1997)
- Inseguimento mortale (The Hunted), regia di Stuart Cooper – film TV (1998)
- Magia a Natale (Like Father, Like Santa), regia di Michael Scott – film TV (1998)
- Predatori letali (Silent Predators), regia di Noel Nosseck – film TV (1999)
- Sesso, bugie e inganni (Sex, Lies & Obsession), regia di Douglas Barr – film TV (2001)
- Veronica Mars – serie TV, 12 episodi (2004-2006)
- Law & Order - I due volti della giustizia (Law & Order) – serie TV, episodio 17x22 (2007)
- Harper's Island – serie TV, 2 episodi (2009)
- Il grande cuore di Lucky (You Lucky Dog), regia di John Bradshaw – film TV (2010)
- Army Wives – serie TV, 8 episodi (2010-2011)
- Stalking - La storia di Casey (Shadow of Fear), regia di Michael Lohmann – film TV (2012)
- Shameless – serie TV, 8 episodi (2012-2014)
- Mad Men – serie TV, 15 episodi (2013-2014)
- Rush – serie TV, 4 episodi (2014)
- Law & Order - Unità vittime speciali (Law & Order: Special Victims Unit) – serie TV, 2 episodi (2014-2015)
- Glee – serie TV, 4 episodi (2015)
- Mom – serie TV, 2 episodi (2016)
- Shooter – serie TV, 3 episodi (2017-2018)
- The Hot Zone - Area di contagio (The Hot Zone) – serie TV, episodi 2x01-2x02 (2021)

## Doppiatori italiani
Nelle versioni in italiano delle opere in cui ha recitato, Harry Hamlin è stato doppiato da:
- Antonio Sanna in Shameless, 80 voglia di Brady
- Sandro Iovino in Scontro di titani
- Gioacchino Maniscalco in L.A. Law - Avvocati a Los Angeles (1ª voce)
- Valerio Sacco in L.A. Law - Avvocati a Los Angeles (2ª voce)
- Massimiliano Lotti in OP Center
- Saverio Indrio in Veronica Mars
- Franco Zucca in Law & Order - I due volti della giustizia
- Pasquale Anselmo in Harper's Island
- Raffaele Farina in Stalking - La storia di Casey
- Gianni Giuliano in Rush
- Andrea Lavagnino in Fashion Crimes
- Mario Cordova in Mad Men
- Gino La Monica in Law & Order - Unità vittime speciali
- Massimo Rossi in Glee
- Giorgio Locuratolo in Mom
- Francesco Caruso Cardelli in Shooter
- Antonio Palumbo in The Hot Zone - Area di contagio